# Chevalier de Seingalt
De avonturier Giacomo Girolamo Casanova heeft vaak gereisd onder de naam Chevalier de Seingalt. Deze naam kwam hem niet toe, Chevalier de Seingalt, wordt door hemzelf uitgelegd als een vrijheid die hij zich veroorloofde omdat "onze naam alleen ons eigen bezit is en het alfabet van iedereen is".
De titel duikt in de memoires voor het eerst op in Solothurn, in april 1790, na een bezoek aan de Zwitserse plaats St. Gallen. Casanova schrijft dat het plaatselijke gebruik om vanwege overstromingsgevaar de begane grond niet te gebruiken hem aan zijn geboortestad Venetië deed denken.
Felicien Marceau wijst op de gelijkenis in klank.
Het is ook uit secundaire bronnen duidelijk dat Casanova zich in Solothurn Seingalt liet noemen en zijn ware identiteit verborg. In de memoires heeft Casanova in de passage die zijn ontmoeting met de Franse gezant beschrijft "Casanova" doorgestreept en hij legt de Franse gezant de naam Seingalt in de mond.
Casanova reisde met een aanbevelingsbrief van de Franse minister Choisseul, de gezant kende deze brief en Choisseul kende Casanova onder zijn eigen naam. Casanova verklaart dat door te verklaren dat hij al sinds 1759 de naam Seingalt gebruikte. Deze bewering lijkt onwaar en is een van de vele raadsels die Casanova zijn lezers opgeeft.
Casanova was bijzonder trots op zijn onderscheiding in de Orde van de Gulden Spoor en liet deze met diamanten versieren. Desondanks heeft hij als een niet tot de stand der Venetiaanse patriciërs behorend Venetiaans onderdaan geen gebruik gemaakt van een daarbij behorend predicaat "Ridder" of in het Frans "Chevalier". Zijn veel gebruikte titel Chevalier lijkt niet meer dan een mystificatie te zijn geweest. De naam en het predicaat werden niet als pseudoniem of schuilnaam bij illegale praktijken gebruikt. 

## Voetnoten
1. ↑  J. Casanova in gesprek met een wantrouwige burgemeester van Augsburg. De burgemeester zou met deze uitleg genoegen hebben genomen. memoires 1790.
2. ↑  Brief van Bernard de Muralt geschreven in Sankt Gallen in april 1790.